# Пагиряй
Пагиряй (лит. Pagiriai; в 1955—1996 годах; с 1996 года — Погири) — бывший эксклав Литовской ССР, а затем независимой Литовской Республики, окружённый в советские времена территорией Вороновского района Гродненской области Белорусской ССР, а затем, после распада СССР, Республики Беларусь.
В 1996 году после длительных и довольно тяжёлых переговоров обе стороны договорились о ликвидации эксклава: Вороновский район Гродненской области Белоруссии поглотил Пагиряй (Погири), а взамен Литва получила эквивалентную территорию, непосредственно прилегающую к границе.

## История
По местному преданию, Погири возникли как богатое имение польского помещика, после революции превратившееся в обыкновенный хутор. В 1955 году на хуторе проживала одна из бригад ближайшего литовского колхоза, поэтому его отнесли к Литовской ССР, а из Литвы даже провели отдельную линию электропередач. Постоянное население хутора в 1955 году составляло 10 человек — все они этнические поляки. Земли хутора при этом со всех сторон окружали угодья белорусского колхоза имени Мичурина. К 1991 году на хуторе проживало всего пять человек, а к 1996 году осталось всего одна польская семья из трёх человек — пожилая мать и два её сына без постоянной работы.
В 2001 году по переписи Литвы население хутора составило 0 человек.